# Antonio Draghi

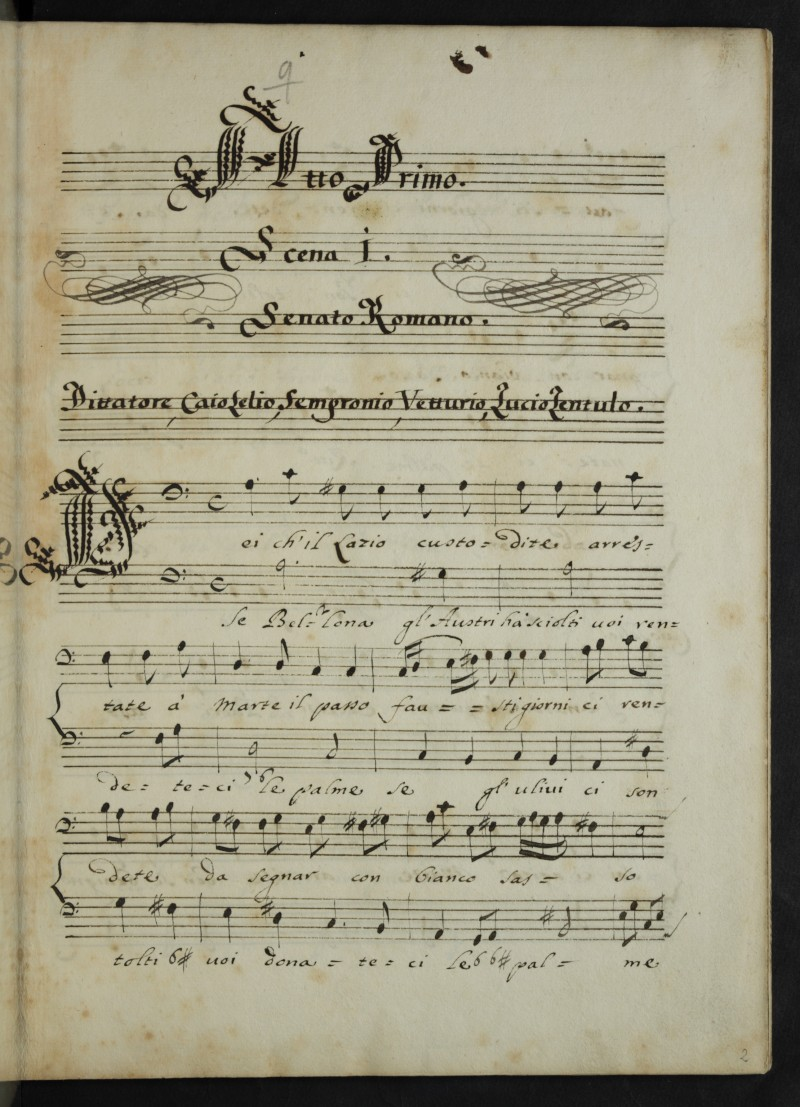
Der Beginn des ersten Aktes der Oper "Il fuoco eterno custodito dalle Vestali" von Antonio Draghi.

Antonio Draghi (* 1634 in Rimini; † 16. Januar 1700 in Wien) war ein italienischer Komponist, Librettist und Sänger.

## Leben
Antonio Draghi muss seine musikalische Ausbildung in Padua erhalten haben, dort ist er 1645 als Sopranist in der Kapelle von San Antonio erwähnt. In Venedig wirkte er 1657 er am Teatro Sant’ Apollinare in einer Rolle in der Oper Le fortune di Rodope e di Damira mit.
Ab 1658 findet man ihn als Bassist in Wien, in der Hofkapelle der Kaiserin Witwe Eleonore, die ihn 1668 zu ihrem Vizekapellmeister ernannte. Durch Kaiser Leopold I. wurde er 1673 zum kaiserlichen Opernintendanten (Intendente delle Musiche teatrali di S. C. M.) bestellt und schließlich 1682 als Nachfolger von Johann Heinrich Schmelzer zum Hofkapellmeister ernannt. Draghi schuf rund 172 Opern und mehr als 43 Oratorien sowie weitere größere kirchliche Werke. Antonio Draghi führte den theatralisch betonten Operntypus Antonio Cestis weiter, bei Bevorzugung kurzer Arien-Typen und tonmalerischer Wendungen, seine Produktivität beherrschte Ende des 17. Jahrhunderts das Musikleben Wiens fast gänzlich.
Seine spanischsprachige Oper Aun vencido, vence Amor, ò El Prometeo aus dem Jahr 1669 wurde 2018 in einer Rekonstruktion von Leonardo García Alarcón an der Opéra de Dijon wieder aufgeführt.

## Werke
Opern
- Achille in Sciro (1663)
- Leonida in Tegea (1670)
- La Lanterna di Diogene (1674)
- La Patienza di Socrate (1680)
- La Chimera (1682)